# Bertolónie
Bertolónie (Bertolonia) je rod rostlin z čeledi melastomovité. Jsou to pozemní nebo epifytní byliny a polokeře. Listy mají charakteristickou žilnatinu. Květy jsou bílé nebo růžové, pětičetné. Rod zahrnuje 19 druhů a je rozšířen převážně v Brazílii, jeden druh roste v jižní Venezuele. Druh Bertolonia marmorata je pěstován jako stínomilná pokojová rostlina ozdobná listem.

## Popis
Bertolónie jsou přímé nebo poléhavé, výjimečně i plazivé byliny a polokeře. Rostou na zemi, na skalách nebo jako epifyty. Listy jsou vstřícné, křižmostojné, někdy nahloučené v růžici. U druhu B. venezuelensis je jeden z páru protistojných listů redukovaný a proto vyhlížejí jako střídavé. Žilnatina je tvořená 3 až 9 od báze jdoucími hlavními žilkami, příčně pospojovanými sekundárními žilkami. Květy jsou pětičetné, ve vrcholových květenstvích. Kalich je vytrvalý. Koruna je bílá nebo růžová, korunní lístky jsou eliptické, obvejčité nebo okrouhlé. Tyčinek je 10. Spojidlo je lehce prodloužené, bez přívěsku nebo na bázi s hřbetním přívěskem. Semeník obsahuje 3 komůrky a nese jednu čnělku zakončenou drobnou bliznou. Plodem je trojhranná tobolka se 3 nevelkými křídly, obsahující mnoho drobných semen.

## Rozšíření
Rod bertolónie zahrnuje 19 druhů. Celkem 18 druhů jsou endemity Brazílie, největší počet z nich roste v jižní a jihovýchodní části země. Druh B. venezuelensis je endemit pohoří Sierra de la Neblina v jižní Venezuele.

## Význam
Druh Bertolonia marmorata je pěstován jako pokojová rostlina se zajímavými listy. Vyžaduje stinné místo, vysokou vlhkost a nepřemokřený substrát.